# Битка при Марцианопол
Битката при Марцианопол (на латински: Marcianopel) е конфликт през Готската война (376 – 382) на късната Римска империя с император Теодосий I и избягалите от хуните на река Дунав готи, (гревтунги и тервинги) през късното лято 376 г.
Римската войска с комит Флавий Лупицин e разбита от готите с командири Алавив и Фритигерн при стените на Марцианопол (дн. Девня).

## Ход на битката
Главната квартира на римляните с командир Лупицин е в Марцианопол, близо до Варна.
До въстание се стига, когато Лупицин при дипломатически банкет през 376 г. се опитва да убие Алавив и Фритигерн, вождовете на готите. Свиканата войска от Лупицин е победена от готите. Те плячкосват първо околността на Марцианопол, но не нападат укрепени градове, понеже не познавали обсадната техника. След това те пресичат Стара планина и маршируват посока Адрианопол (днес Одрин, Турция). Стационираните там готски трупи преминали към тях.
През лятото 377 г. готите се отдръпват обратно северно от Стара планина.

## Последици
Следващият голям конфликт се състои през септември 377 г. в Битката при Ад Салицес на 15 км от Марцианопол между Западната Римска империя с военачалник Рикомер и бунтуващите се тервингски готи с командир Фритигерн.